# Tät bröstvävnad

Mammogram av 4 olika bröst med ökande täthetsnivåer.

Tät bröstvävnad är en term som används inom radiologi för att beskriva bröst som innehåller en hög andel glandulär och fibrös vävnad i jämförelse med fettvävnad. Detta kan göra det svårare att upptäcka bröstcancer med mammografi, eftersom både tumörer och dens bröstvävnad kan framstå som vita områden på bilden. Kvinnor med tät bröstvävnad har av dåligt förstådda orsaker även något högre risk att utveckla bröstcancer jämfört med kvinnor med mindre tät vävnad.
Tät bröstvävnad är vanligare hos yngre kvinnor, men förekommer även hos äldre kvinnor. Andelen tät vävnad minskar vanligtvis med åldern, då brösten successivt ersätter glandulär vävnad med fett. Faktorer som genetik, hormonterapi och kroppsvikt kan också påverka tätheten.
I bland annat USA finns lagar som kräver att kvinnor informeras om tätheten i sina bröst efter en mammografi. Syftet är att öka medvetenheten och främja diskussioner om eventuella ytterligare screeningalternarnativ. European Society of Breast Imaging (EUSOBI) har även gått ut med liknande rekommendationer.